# Fermana Calcio 1998-1999
Questa voce raccoglie le informazioni riguardanti la Fermana Calcio nelle competizioni ufficiali della stagione 1998-1999.

## Stagione
Nella stagione 1998-1999 la Fermana disputa il girone B del campionato di Serie C1, raccoglie 58 punti con il primo posto e sale per la prima volta in Serie B. La squadra marchigiana compie un'impresa, terz'ultima in classifica al termine del girone di andata con 18 punti, ha raccolto 40 punti in 17 partite nel girone di ritorno e ha vinto il torneo con 2 lunghezze di vantaggio sul Palermo, ottenendo la promozione diretta. Allenata da Ivo Iaconi la squadra gialloceleste ha sovvertito i pronostici della vigilia salendo direttamente al secondo livello del calcio nazionale, accompagnata dall'altra sorpresa di stagione il Savoia di Torre Annunziata, che ha vinto a sorpresa i Play-off eliminando in semifinale il Palermo ed in finale la Juve Stabia. Con 15 reti in campionato ed 1 in Coppa Italia, il miglior marcatore fermano è stato Umberto Marino. Nella Coppa Italia di Serie C la Fermana ha disputato il girone L di qualificazione, che ha promosso il Teramo, ottenendovi una sola vittoria con il Giulianova.

## Rosa
| N. |                   | Ruolo | Calciatore              |
| -- | ----------------- | ----- | ----------------------- |
|    | Italia (bandiera) | P     | Liam Ardigò             |
|    | Italia (bandiera) | C     | Antonio Armento         |
|    | Italia (bandiera) | A     | Massimiliano Benfari    |
|    | Italia (bandiera) | A     | Luca Bonfanti           |
|    | Italia (bandiera) | A     | Salvatore Bruno         |
|    | Italia (bandiera) | P     | Domenico Cecere         |
|    | Italia (bandiera) | P     | Mauro Chiodini          |
|    | Italia (bandiera) | C     | Marco Cicchi            |
|    | Italia (bandiera) | D     | Luca D'Angelo           |
|    | Italia (bandiera) | C     | Guido Di Fabio          |
|    | Italia (bandiera) | C     | Alessandro Di Matteo    |
|    | Italia (bandiera) | C     | Marcello Lucio Di Renzo |
|    | Italia (bandiera) | C     | Andrea Di Salvatore     |

| N. |                   | Ruolo | Calciatore          |
| -- | ----------------- | ----- | ------------------- |
|    | Italia (bandiera) | C     | Fabio Di Venanzio   |
|    | Italia (bandiera) | D     | Vincenzo Maiuri     |
|    | Italia (bandiera) | C     | Umberto Marino      |
|    | Italia (bandiera) | A     | Mattia Mastrolilli  |
|    | Italia (bandiera) | C     | Marco Morbidoni     |
|    | Italia (bandiera) | D     | Alessio Morelli     |
|    | Italia (bandiera) | C     | Nicola Pagani       |
|    | Italia (bandiera) | A     | Andrea Pandolfi     |
|    | Italia (bandiera) | C     | Massimo Perra       |
|    | Italia (bandiera) | D     | Pierluigi Prete     |
|    | Italia (bandiera) | C     | Massimo Scoponi     |
|    | Italia (bandiera) | A     | Alessandro Smerilli |

## Risultati

### Serie C1

#### Girone di andata
| Arbitro: | Niccolai (Livorno) |

|                |           |                      |
| Costantino 44’ | Marcatori | 62’ (rig.) U. Marino |

| Arbitro: | Sofritti (Ferrara) |

|              |           |  |
| Pandolfi 83’ | Marcatori |  |

| Arbitro: | Ferlito (Prato) |

|                         |           |  |
| Axeldal 64’ Perrone 74’ | Marcatori |  |

| Fermo 27 settembre 1998 4ª giornata | Fermana               | 0 – 0 | Marsala | Stadio Bruno Recchioni\| Arbitro: \| S. Ayroldi (Molfetta) \| |
| Arbitro:                            | S. Ayroldi (Molfetta) |       |         |                                                               |

| Arbitro: | Ferlito (Prato) |

|                 |           |                         |
| Evangelisti 24’ | Marcatori | 31’ Bruno 81’ U. Marino |

| Arbitro: | Borelli (Roma) |

|  |           |                           |
|  | Marcatori | 59’ Scichilone 73’ Ceredi |

| Arbitro: | Zaltron (Bassano del Grappa) |

|                |           |  |
| Antonaccio 33’ | Marcatori |  |

| Arbitro: | Urbano (Carbonia) |

|  |           |               |
|  | Marcatori | 14’ U. Marino |

| Fermo 8 novembre 1998 9ª giornata | Fermana         | 0 – 0 | Juve Stabia | Stadio Bruno Recchioni\| Arbitro: \| Cecotti (Udine) \| |
| Arbitro:                          | Cecotti (Udine) |       |             |                                                         |

| Arbitro: | Girardi (San Donà di Piave) |

|                   |           |               |
| Aloisi 87’ (rig.) | Marcatori | 24’ U. Marino |

| Arbitro: | Urbano (Carbonia) |

|              |           |                             |
| Di Fabio 61’ | Marcatori | 56’ Califano 60’ Tiribocchi |

| Nocera Inferiore 29 novembre 1998 12ª giornata | Nocerina       | 0 – 0 | Fermana | Stadio San Francesco\| Arbitro: \| Borelli (Roma) \| |
| Arbitro:                                       | Borelli (Roma) |       |         |                                                      |

| Arbitro: | Zaltron (Bassano del Grappa) |

|                      |           |                           |
| U. Marino 42’ (rig.) | Marcatori | 52’ G. Rossi 63’ Pierotti |

| Arbitro: | Silvestrini (Macerata) |

|                                 |           |                           |
| Baglieri 24’, 45+3’ Stefani 90’ | Marcatori | 39’ U. Marino 62’ Scoponi |

| Fermo 20 dicembre 1998 15ª giornata | Fermana         | 0 – 0 | Ancona | Stadio Bruno Recchioni\| Arbitro: \| Manari (Teramo) \| |
| Arbitro:                            | Manari (Teramo) |       |        |                                                         |

| Arbitro: | Girardi (San Donà di Piave) |

|                         |           |              |
| Sgrigna 61’ Anselmi 74’ | Marcatori | 63’ Bonfanti |

| Arbitro: | Griselli (Livorno) |

|                          |           |  |
| U. Marino 1’ Perra 90+4’ | Marcatori |  |

#### Girone di ritorno
| Arbitro: | Lambertini (Bologna) |

|                               |           |             |
| U. Marino 16’ Mastrolilli 73’ | Marcatori | 69’ Rovaris |

| Arbitro: | Zaltron (Bassano del Grappa) |

|             |           |                 |
| Piccioni 5’ | Marcatori | 16’ Di Venanzio |

| Arbitro: | Dondarini (Finale Emilia) |

|                                          |           |             |
| U. Marino 11’, 45+1’ (rig.) Pandolfi 61’ | Marcatori | 33’ Perrone |

| Arbitro: | Soffritti (Ferrara) |

|  |           |                 |
|  | Marcatori | 34’ Di Venanzio |

| Arbitro: | Urbano (Carbonia) |

|                      |           |              |
| Benfari 4’ Bruno 90’ | Marcatori | 90+5’ Molino |

| Arbitro: | Calcagno (Nichelino) |

|  |           |              |
|  | Marcatori | 81’ Pandolfi |

| Arbitro: | Urbano (Carbonia) |

|  |           |            |
|  | Marcatori | 15’ Erbini |

| Arbitro: | Dondarini (Finale Emilia) |

|               |           |  |
| U. Marino 62’ | Marcatori |  |

| Arbitro: | Saccani (Mantova) |

|                      |           |           |
| Di Nicola 80’ (rig.) | Marcatori | 51’ Bruno |

| Arbitro: | N. Ayroldi (Molfetta) |

|           |           |  |
| Bruno 82’ | Marcatori |  |

| Arbitro: | S. Ayroldi (Molfetta) |

|                     |           |                               |
| Califano 90’ (rig.) | Marcatori | 28’ U. Marino 89’ Mastrolilli |

| Arbitro: | Gabriele (Frosinone) |

|                                   |           |               |
| Colletto 53’ (aut.) Benfari 90+3’ | Marcatori | 60’ Battaglia |

| Catania 18 aprile 1999 30ª giornata | Atletico Catania       | 0 – 0 | Fermana | Stadio Cibali\| Arbitro: \| D'Agostini (Frosinone) \| |
| Arbitro:                            | D'Agostini (Frosinone) |       |         |                                                       |

| Arbitro: | G. Rossi (Rimini) |

|                           |           |             |
| U. Marino 17’ Benfari 19’ | Marcatori | 64’ Cangini |

| Arbitro: | Palanca (Roma) |

|                            |           |                            |
| E. Baggio 11’ Cecchini 49’ | Marcatori | 8’ Benfari 10’ Mastrolilli |

| Arbitro: | Zaltron (Bassano del Grappa) |

|                             |           |  |
| Mastrolilli 55’ Bruno 90+1’ | Marcatori |  |

| Arbitro: | Dondarini (Finale Emilia) |

|           |           |                               |
| Fonte 16’ | Marcatori | 67’ U. Marino 83’ Mastrolilli |

### Coppa Italia

#### Girone L
| Arbitro: | Gasperoni (Ancona) |

|               |           |             |
| U. Marino 10’ | Marcatori | 90+1’ Aruta |

| Arbitro: | Lion (Padova) |

|                                           |           |                   |
| Cerbella 37’ Colantuono 41’ Di Pietro 57’ | Marcatori | 12’, 77’ Pandolfi |

| 30 agosto 1998 3ª giornata |  | – Turno di riposo Fermana |  |  |

| Arbitro: | Cruciani (Pesaro) |

|                 |           |  |
| Mastrolilli 80’ | Marcatori |  |

| Arbitro: | Cavuoti (Vasto) |

|                                  |           |                       |
| Catanzani 13’ Nicoletti 25’, 29’ | Marcatori | 5’ Bonfanti 61’ Perra |